# 甘澤
甘澤（1416年—？），字洪濟，直隸大名府開州人，軍籍。明朝政治人物。進士出身。

## 生平
正統三年（1438年）戊午科順天府鄉試第七十七名。正統七年（1442年）壬戌科會試第六十七名，殿試登進士第三甲第七名。

## 家族
曾祖甘周臣。祖父甘汝為。父亲甘本忠。